# Czesław Rajski
Czesław Rajski (ur. 17 kwietnia?/30 kwietnia 1905 w Kijowie, zm. 26 listopada 1992 w Warszawie) – polski inżynier elektronik, profesor zwyczajny Politechniki Warszawskiej.

## Życiorys

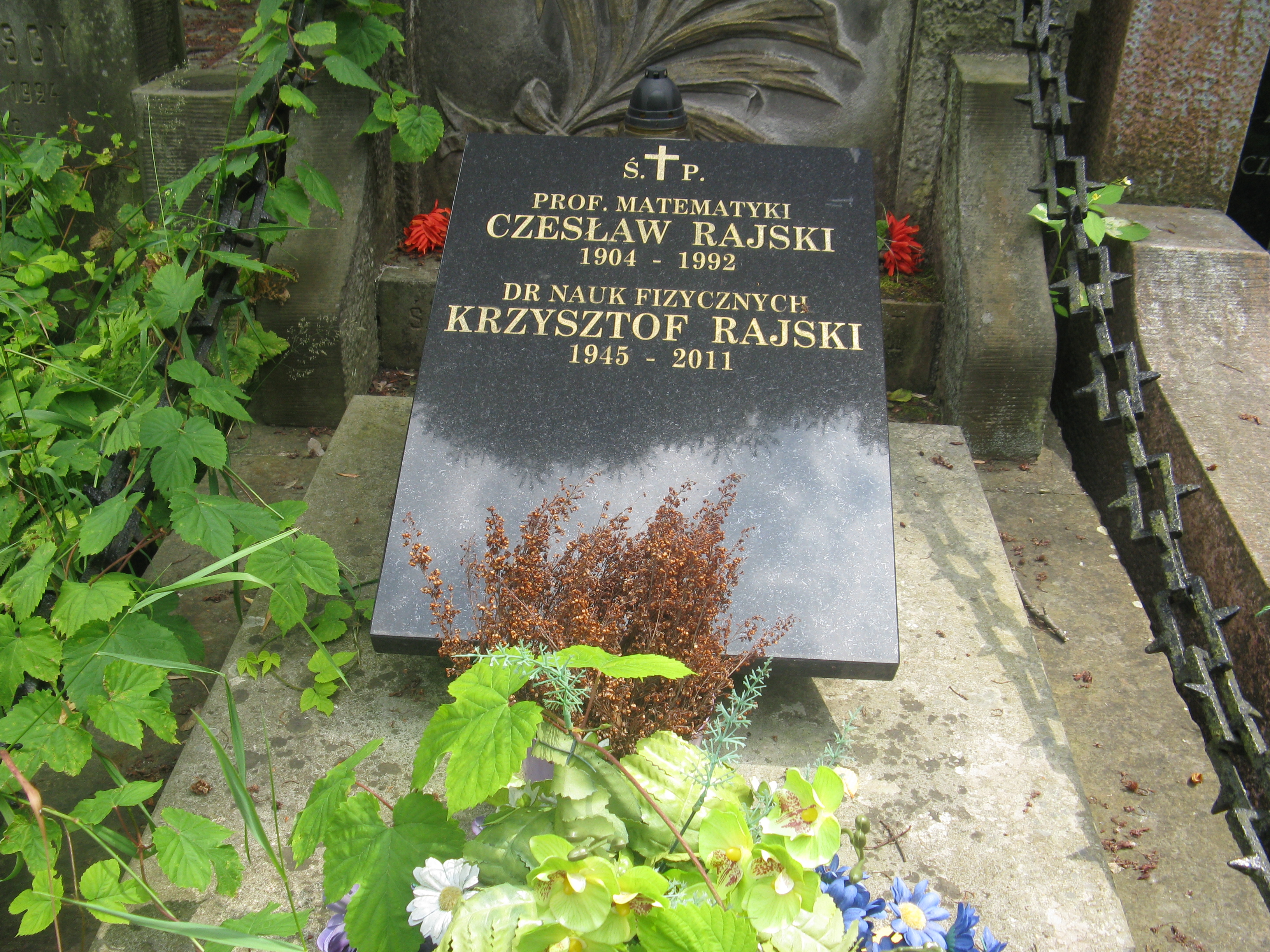
Grób Czełsawa Rajskiego na cmentarzu powązkowskim w Warszawie

W 1929 ukończył studia na Wydziale Elektrycznym Politechniki Warszawskiej, specjalizował się w tzw. prądach słabych. Pracował jako kierownik laboratorium radiowego w Państwowych Zakładach Tele- i Radiotechnicznych w Warszawie. Wynalazł wówczas i opatentował system modulacji lampowych nadajników telegraficznych, który wszedł do produkcji. Z punktu technicznego najważniejszą konstrukcją wykonaną pod jego kierunkiem była "bez sznurowa" centrala telefoniczna. Czesław Rajki wchodził kilka razy w skład polskiej delegacji na kongresach Comite Consultatif International pour les Communications Telephoniques a Grandes Distances (CCIF). Przez okres II wojny światowej przebywał w Warszawie, po jej zakończeniu objął funkcję dyrektora Państwowych Zakładów Tele- i Radiotechnicznych w Warszawie (PZT-R). Doprowadził do odbudowy środowiska inżynierów i robotników wywodzących się z przedwojennej kadry i przy ich pomocy do odbudowy i uruchomienia czterech zakładów sprzętu telekomunikacyjnego. Równocześnie w 1946 był ekspertem ds. telekomunikacji przy UNRRA, desygnowany przez Ministra Poczt i Telekomunikacji. W 1949 został dyrektorem Centralnego Biura Konstrukcyjnego Telekomunikacji, w tym samym roku równolegle został wykładowcą na Politechnice Warszawskiej, prowadził wykłady zlecone z materiałoznawstwa telekomunikacyjnego na Wydziale Elektrycznym. W 1952 otrzymał przeniesienie do Instytutu Matematycznego PAN, gdzie zajmował się zastosowaniem rachunku prawdopodobieństwa i statystyki matematycznej w przemyśle. W 1952 przedstawił przygotowaną pod kierunkiem prof. Witolda Nowickiego rozprawę i uzyskał na Wydziale Łączności Politechniki Warszawskiej stopień doktora nauk technicznych. Od 1954 objął pełny etat wykładowcy na Politechnice Warszawskiej, wykładał Teorię obwodów, Elektronowe maszyny cyfrowe i Teorię informacji. W tym samym roku przy Katedrze Telekomunikacji zorganizował Zakład Podstaw Teleelektryki, który w późniejszym czasie stał się samodzielną Katedrą Elektrotechniki Teoretycznej "A". W 1956 został profesorem nadzwyczajnym, od 1960 przez dwie kadencje był dziekanem Wydziału Łączności. Jako dziekan doprowadził do istotnej zmiany programu nauczania na wydziale, powstania nowych katedr oraz wzrostu sprawności studiowania. Od 1962 przez osiem lat kierował Katedrą Elektrotechniki Teoretycznej "A", w 1964 został profesorem zwyczajnym, przez wiele lat reprezentował Wydział w Senacie uczelni. Jako pierwszy w Polsce prowadził wykłady z Elektronicznych maszyn cyfrowych (obecne komputery), w 1957 opracował skrypt Wiadomości wstępne o elektronowych maszynach cyfrowych, który był pierwszą publikacją w tej dziedzinie. Od 1962 przez trzy lata był doradcą Biura Studiów i Projektów Łączności ds. niezawodności sprzętu telekomunikacyjnego. W 1965 wyjechał do Ghany, gdzie w roku akademickim 1965/1966 był visiting professor na University of Science and Technology w Kumasi (Kumasi College of Technology) i wykładał analizę matematyczną. Między 1972 a 1974 będąc konsultantem UNESCO ds. kształcenia kadr przebywał kilka razy w Algierii, a w roku akademickim 1973/74 prowadził wykłady z teorii informacji w Ecole Nationale Polytechnique d'Alger, zajmował się również doradztwem organizacyjnym. W 1975 przeszedł na emeryturę.
Zmarł w 1992, został pochowany na cmentarzu Powązkowskim w Warszawie (kwatera 222-6-18).

## Dorobek naukowy
Dorobek naukowy prof. Czesława Rajskiego obejmuje dwa skrypty, Wiadomości wstępne o elektronowych maszynach cyfrowych (1957) i Teoria obwodów (1964), w 1971 ukazała się książka Teoria obwodów, która zapoczątkowała serię monograficzną. Ponadto ukazało się kilkadziesiąt publikacji, z czego połowa zagranicą. Czesław Rajski był promotorem 24 przewodów doktorskich. Przez wiele lat był polskim delegatem do CCIF (Comite Consultatif International pour les Communications Telephoniques a Grandes Distaces), był członkiem Komitetu Elektrotechniki Polskiej Akademii Nauk oraz organizatorem seminarium z rachunku prawdopodobieństwa dla pracowników przemysłu. Należał do Polskiego Towarzystwa Matematycznego i brytyjskiej Association for Symbolic Logic in The Institution of Electrical Engineers (IEE), był członkiem założycielem PTETiS (od 1984 członek honorowy, legitymacja nr. 20) i Polskiego Towarzystwa Cybernetycznego.

## Ordery i odznaczenia
- Krzyż Kawalerski Orderu Odrodzenia Polski (1964)
- Srebrny Krzyż Zasługi (11 listopada 1934)[1]
- Odznaka tytułu honorowego „Zasłużony Nauczyciel PRL” (1981)

## Nagrody
- zespołowa I stopnia Ministra Szkolnictwa Wyższego Nauki i Techniki (1964)
- indywidualna II stopnia Ministra Szkolnictwa Wyższego Nauki i Techniki (1972)